# Willem van Diest

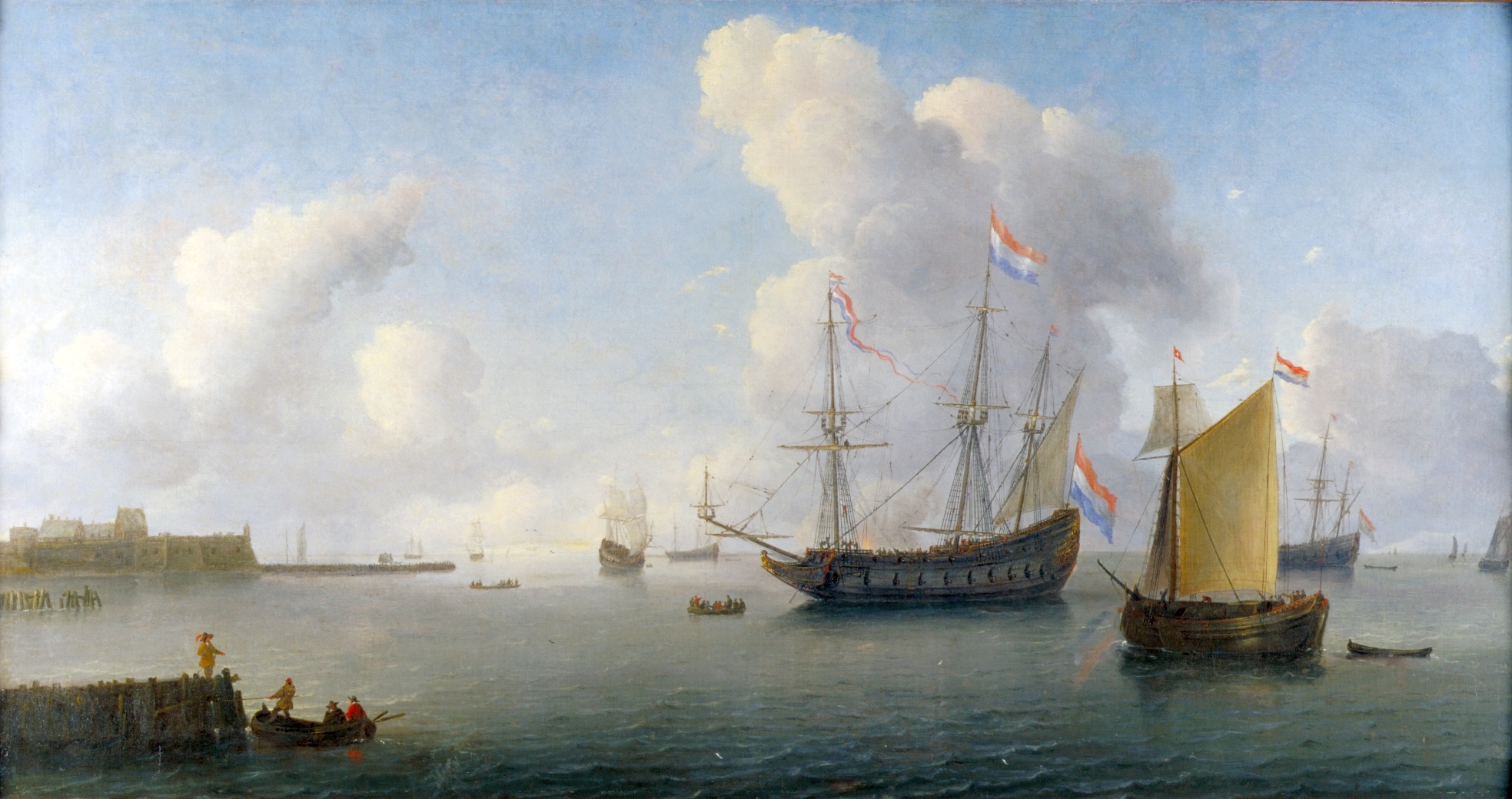
Zicht op de rede van Fort Rammekens bij Vlissingen. 1657. Rotterdam, Maritiem Museum Rotterdam.

Willem Hermansz. van Diest (Den Haag (?), tussen 1590 en 1610 – tussen 1668 en 1688) was een Nederlands schilder en tekenaar.
Van Diest was werkzaam in Den Haag. Mogelijk was hij een leerling van Jan Porcellis. Zijn vroegst bekende werk dateert van 1629. Hij was een navolger van Jan van Goyen, Jan Porcellis en Simon de Vlieger. In 1656 was hij een van de oprichters van de Confrerie Pictura in Den Haag. Hij was leraar van zijn zoon, Jeronymus van Diest (II), en werd in 1663 voor het laatst vermeld. Hij overleed in of na 1668.
Van Van Diest zijn minstens 78 schilderijen bekend. Zijn werk bestaat uit grisailles, marines en strandgezichten.
- Biografisch Portaal: 01586764
- Gemeinsame Normdatei: 103785215X
- KulturNav: e302696a-3202-43c9-8bdd-230a912c441e
- RKD-Nederlands Instituut voor Kunstgeschiedenis: 22733
- Union List of Artist Names: 500031783
- Virtual International Authority File: 95877487